# Benoît de Maillet
Benoît de Maillet (Saint-Mihiel, 1656 – Marsiglia, 1738) è stato un diplomatico francese.

## Biografia
Console in Egitto dal 1692, nel 1699 mandò Jacques-Charles Poncet in Etiopia per curare il Negus e suo figlio dalla gotta. Nel 1708 divenne ispettore generale dei territori francesi del Mediterraneo e, dal 1712 al 1717, console a Livorno. Scrisse due importanti opere, la Descrizione dell'Egitto (1735) e il Telliamed, u entretiens d'un philosophe indien avec un missionaire français (1748, post.).
Quest'ultimo trattato è particolarmente interessante in quanto anticipatore di teorie evoluzionistiche.

## Telliamed
Il Telliamed è un dialogo scientifico tra un missionario francese e un filosofo indiano, risalta la grande competenza di quest'ultimo nel porre domande di natura sia "scientifica" che soprattutto filosofica e logica, mettendo in crisi il missionario. 
Oltre al grande contributo scientifico di natura proto evoluzionista, il Telliamed risulta essere anche una forte critica sociale allo stra-potere della Chiesa, la quale sembra fautrice di regresso e non di progresso. Questo aspetto era in costante mutamento nella Francia del XVII secolo, la chiesa era dunque bersaglio di critiche sempre più aspre, non solo di natura filosofica e teologica, ma anche scientifica.
Uno degli argomenti di maggior interesse è senza dubbio la critica logica al creazionismo, in particolar modo al catastrofismo ad esso legato.
I Catastrofisti credevano che il mondo avesse poco più di sei millenni e che ogni grande cambiamento avvenuto sulla terra da quell'epoca, fosse risultato di grandi catastrofi naturali atte a sconvolgere ecosistemi e mutare per sempre l'aspetto delle terre emerse. Maillet era di tutt'altro avviso: nel suo "Perché dare tanto daffare alla divinità?", egli sosteneva infatti che la terra avesse migliaia di secoli e non 6000 anni solamente, la sua esistenza era frutto di mutamenti naturali e non divini.
Questa teoria fu apice di studi d'osservazione dei fossili marini sulla terra ferma, cosa che destò la curiosità anche della corrente Nettunista, da sempre sostenitrice dell'idea secondo la quale il pianeta non era altro che una gigantesca massa d'acqua poi ritiratasi per lasciar spazio alle terre emerse. Su questa base Maillet ipotizzò che la vita fosse nata dall'acqua e che tutte le creature terrestri e volatili fossero originate da omologhe marine.